# Bulbophyllum cribbianum
Bulbophyllum cribbianum är en orkidéart som beskrevs av Antonio Luiz Vieira Toscano. Bulbophyllum cribbianum ingår i släktet Bulbophyllum och familjen orkidéer. Inga underarter finns listade i Catalogue of Life.

## Bildgalleri

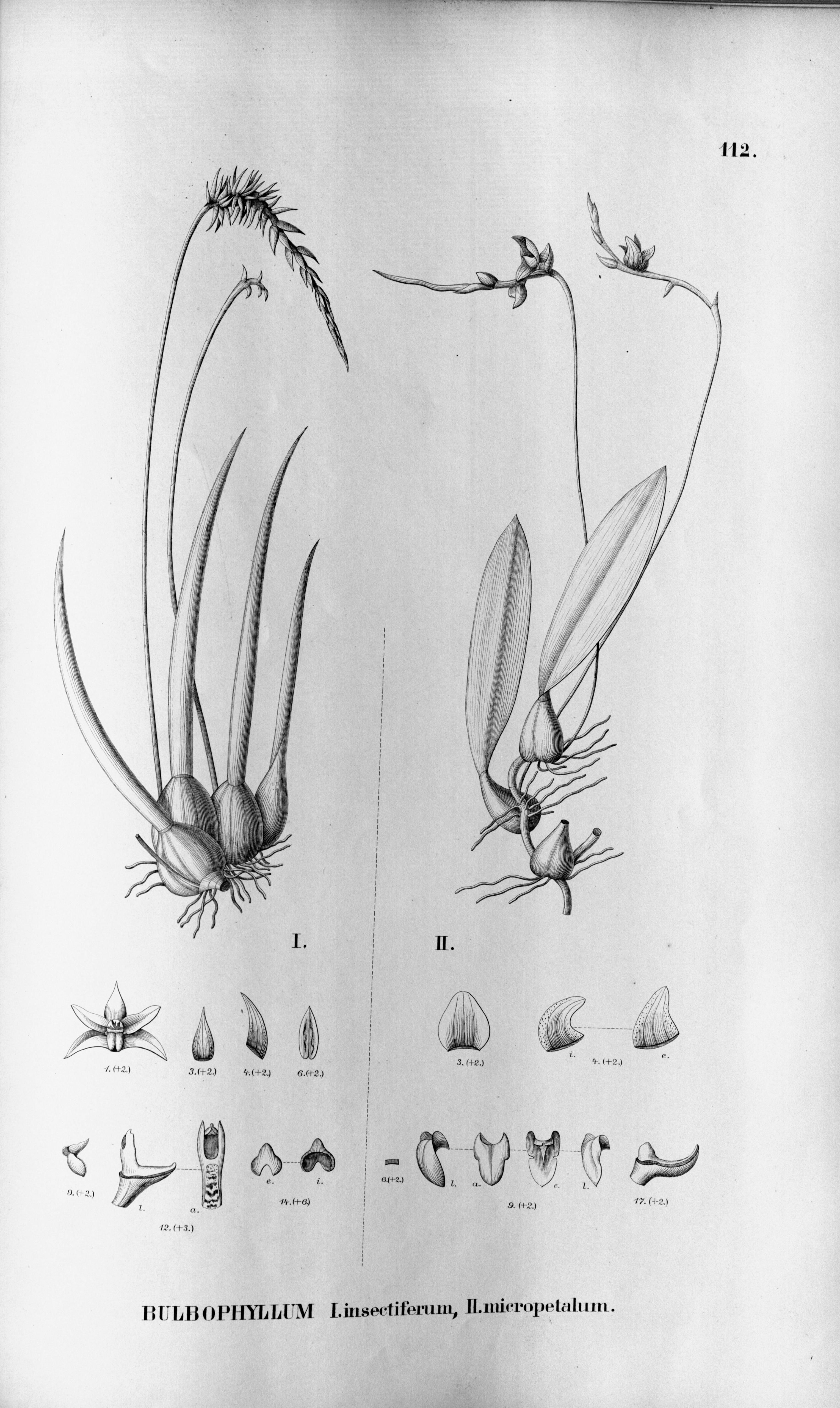